# Historia medicinal de las cosas que se traen de nuestras Indias Occidentales

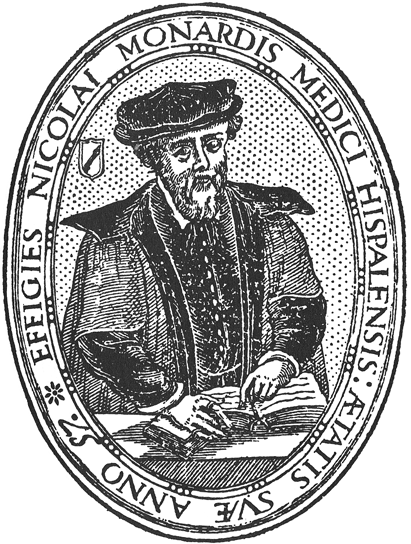
Nicolás Monardes a los 57, de un título en la edición de 1569.

Historia medicinal de las cosas que se traen de nuestras Indias Occidentales es el título estándar de un estudio de Nicolás Monardes (1493-1588), médico y botánico español. Apareció en Sevilla en sucesivas ediciones con varios títulos, gradualmente ampliadas, en 1565, 1569 y en 1574, más una reimpresión en 1580. 

## Detalles de la publicación
Sus títulos y detalles de publicación son:
- 1565: Dos libros ...
- 1569: Dos libros, el uno que trata de todas las cosas que se traen de nuestras Indias Occidentales, que sirven al uso de la medicina, y el otro que trata de la piedra bezaar, y de la yerva escuerçonera. Sevilla: Hernando Díaz
- 1574: Primera y segunda y tercera partes de la historia medicinal de las cosas que se traen de nuestras Indias Occidentales, que sirven en medicina; Tratado de la piedra bezaar, y dela yerva escuerçonera; Dialogo de las grandezas del hierro, y de sus virtudes medicinales; Tratado de la nieve, y del beuer frío. Sevilla: Alonso Escrivano
- 1580: reimpresión de la publicación de 1574. Sevilla: Fernando Díaz.

## Autorización Regia de la tercera publicación
DON PHELIPE, por la Gracia de Dios, Rey de Castilla,[...]. Por cuanto, por parte de vos el Doctor (Nicolás) Monardes Médico, Vecino de la Ciudad de Sevilla, nos ha sido hecha la relación diciendo, que vos habíades compuesto un libro intitulado Tercera Parte de las Cosas que se traen de (las) Indias para el uso de la Medicina, el cual era muy útil y provechoso, y nos suplicasteis os diésemos licencia para lo poder imprimir, y Privilegio por el tiempo de diez años, y asimismo nos suplicasteis, os diésemos licencia para imprimir la primera y segunda parte del dicho libro que con licencia nuestra se había impreso, o como la nuestra merced fuese, lo cual visto por los del nuestro Consejo y como por su mandado, se hicieron las diligencias que la Pragmática por nos nuevamente hecha sobre la impresión de los libros que dispone, fue acordado que debíamos mandar (a) dar esta nuestra carta para vos en la dicha razón, y nos tuvimos lo por bien. Y por la presente a vos damos licencia y facultad para que por esta vez, vos o la persona que vuestro poder para ello hubiere, podáis imprimir los dichos libros que de suso se hace mención por los originales que en el nuestro Consejo se vieron, que van rubricados y firmados al cabo de Pedro del Mármol, nuestro Escribano de Cámara de los que en el nuestro Consejo residen con que antes que se vendan los hayáis de traer y presentar antes los del nuestro Consejo, juntamente con los originales, para que se vea si la dicha impresión está conforme a ellos, y se tase el precio que por cada volumen hubieredes de haber, so pena de caer e incurrir en las penas contenidas en la dicha Pragmática y Leyes de nuestros Reinos, de lo cual mandamos dar e dimos esta nuestra carta sellada con nuestro sello y librada de los del nuestro Consejo. Dada en Madrid a tres días del mes de Abril, de mil y quinientos y setenta y cuatro años. 

El Licenciado Pedro Gaseo, El Doctor Redin, El Doctor Francisco de Medillo, el Doctor Don Iñigo de Cárdenas Zapata, El Doctor Aguilera. 

YO, Pedro del Mármol Escribano de Cámara de Su Catholica y Real Magestad, la hice escribir por su mandado con acuerdo de los de su Consejo.
Cédula Real que facultad la publicación de la Tercera Edición de la obra en 1574.

## Traducción al inglés
Existe una traducción inglesa, por John Frampton, aparecida con el título de Joyful News out of the New Found World. 

### Detalles de la publicación
- 1577: Ioyfull newes out of the newe founde worlde, wherein is declared the rare and singular vertues of diuerse and sundrie hearbes, trees, oyles, plantes, and stones, with their applications, as well for phisicke as chirurgerie, traducida de la edición castellana de 1565. Londres
- 1580: una nueva edición ensanchada sobre la base de la edición castellana de 1574. Londres
- 1925: Joyfull newes out of the newe founde worlde (título de tapa: Frampton's Monardes), editado por Stephen Gaselee, combinando material de las ediciones de 1577 y de 1580. Londres

## Traducción al latín
La traducción latina, compendiada, con comentarios editoriales, fue escrita por Charles de l'Écluse (Carolus Clusius). 

### Detalles de la publicación
- 1574: De simplicibus medicamentis ex occidentali India delatis quorum in medicina usus est. Antwerp: Plantin
- 1579: Simplicium medicamentorum ex novo orbe delatorum, quorum in medicina usus est, historia: revisada con más comentarios. Antwerp: Plantin
- 1582: revisada e incluida en un compendio de traducciones de Garcia de Orta, Nicolás Monardes y Cristóbal da Costa
- 1593: otra edición revisada de ese compendio
- 1605: última revisión, con más comentarios e ilustraciones, incluida en: Carolus Clusius, Exoticorum libri decem